# Джессамін (округ, Кентуккі)
Шаблон:StateAbbr_ 37°52′ пн. ш. 84°35′ зх. д. / 37.87° пн. ш. 84.58° зх. д.
Округ  Джессамін (англ. Jessamine County) — округ (графство) у штаті  Кентуккі, США. Ідентифікатор округу 21113.

## Історія
Округ утворений 1798 року.

## Демографія
За даними перепису 
2000 року 
загальне населення округу становило 39041 осіб, зокрема міського населення було 27291, а сільського — 11750.
Серед мешканців округу чоловіків було 19185, а жінок — 19856. В окрузі було 13867 домогосподарств, 10657 родин, які мешкали в 14646 будинках.
Середній розмір родини становив 3,05.
Віковий розподіл населення поданий у таблиці:
| Стать    | До 15 років | 15-21 | 22-29 | 30-39 | 40-49 | 50-65 | 65-85 | Понад 85 |
| -------- | ----------- | ----- | ----- | ----- | ----- | ----- | ----- | -------- |
| Чоловіки | 4497        | 2120  | 2365  | 2917  | 2924  | 2673  | 1542  | 147      |
| Жінки    | 4158        | 2249  | 2410  | 3075  | 3126  | 2810  | 1747  | 281      |

## Суміжні округи
- Файєтт — північний схід
- Медісон — південний схід
- Ґаррард — південь
- Мерсер — південний захід
- Вудфорд — північний захід

## Виноски
1. ↑  U.S. Decennial Census. United States Census Bureau. Архів оригіналу за 26 квітня 2015. Процитовано 16 серпня 2014.
2. ↑  Historical Census Browser. University of Virginia Library. Архів оригіналу за 11 серпня 2012. Процитовано 16 серпня 2014.
3. ↑  Population of Counties by Decennial Census: 1900 to 1990. United States Census Bureau. Архів оригіналу за 13 жовтня 2014. Процитовано 16 серпня 2014.
4. ↑  Census 2000 PHC-T-4. Ranking Tables for Counties: 1990 and 2000 (PDF). United States Census Bureau. Архів оригіналу (PDF) за 18 грудня 2014. Процитовано 16 серпня 2014.
5. ↑  State & County QuickFacts. United States Census Bureau. Архів оригіналу за 7 червня 2011. Процитовано 20 липня 2015.(англ.) Наведено за англійською вікіпедією.
6. ↑  American FactFinder. Бюро перепису населення США. Архів оригіналу за 21 травня 2008. Процитовано 31 січня 2008.

| США | Це незавершена стаття з географії США. Ви можете допомогти проєкту, виправивши або дописавши її. |